# Turunrejo
Turunrejo is een bestuurslaag in het regentschap Kendal van de provincie Midden-Java, Indonesië. Turunrejo telt 3900 inwoners (volkstelling 2010).